# Chatuna Kalmachelidze
Chatuna Kalmachelidze (georgiska: ხათუნა კალმახელიძე, transkriberas även Chat'una K'almachelidze) född 11 februari 1979 i Tbilisi, är en georgisk politiker och tidigare minister för rättelser och rättshjälp i Georgien. Posten innefattade bland annat att ha hand om landets fängelser. Den 19 september 2012 avgick hon till följd av Gldanifängelseskandalen.

## Biografi
Kalmachelidze föddes den 11 februari 1979 i Tbilisi, dåvarande Georgiska SSR. Hon examinerade från Hunter College med en konstkandidatur i politisk vetenskap. Mellan år 2005 och 2007 studerade hon vid Elliott School of International Affairs på George Washington University i Washington D.C., USA. Medan hon var i USA arbetade Kalmachelidze vid den georgiska missionen i USA. År 2006 arbetade hon vid Political Finance Research Unit vid International Foundation for Electoral Systems.

### Politisk karriär
Efter återvändandet till Georgien arbetade Kalmachelidze som biträdande politisk ledare för Utrikesministeriet i Georgien. Den 21 december 2009 valdes hon till rättelse och rättshjälpminister i Georgien. Efter att hon tillträtt inledde Kalmachelidze reformer i landets häktningssystem och hon gav 80% av de statliga fångarna en standard i linje med den europeiska. Efter att videoklipp släppts visande misshandel och sexuella övergrepp på fångar vid Gldanifängelset i Tbilisi avgick hon den 19 september 2012.
Kalmachelidze talar engelska, tyska, ryska, franska och georgiska flytande.

### Fotnoter
1. ↑  ”Government of Georgia”. Georgiens regering. Arkiverad från originalet den 17 juli 2011. https://web.archive.org/web/20110717122413/http://www.government.gov.ge/index.php?lang_id=ENG.
2. 1 2  Prison System Minister Resigns Civil Georgia
3. 1 2 3  ”Ministry of Corrections and Legal Assistance of Georgia”. MCLA. http://www.mcla.gov.ge/content.php?id=739&lang=eng.[död länk] (engelska)
4. ↑  ”GeoDatabase - Khatuna Kalmakhelidze”. geodatabase. http://www.geodatabase.ge/?p=124.[död länk]
5. ↑  ”Хатуна Калмахелидзе: «Через два-три года в пенитенциарной системе бытовые проблемы будут полностью устранены»”. Medianews. 10 december 2010. http://medianews.ge/index.php/ru/content/54517/. (ryska)
6. ↑  ”Khatuna Kalmakhelidze”. Georgiens regering. Arkiverad från originalet den 28 september 2011. https://web.archive.org/web/20110928081941/http://www.government.gov.ge/index.php?lang_id=ENG&sec_id=124&info_id=2171.